# Michael Rascher
Michael Rascher, född den 26 juli 1965 i Edmonton i Kanada, är en kanadensisk roddare.
Han tog OS-guld i åtta med styrman i samband med de olympiska roddtävlingarna 1992 i Barcelona.